# Mary Wilson of Rievaulx

Mary Wilson 1970

Gladys Mary Wilson, Baroness Wilson of Rievaulx geb. Baldwin (* 12. Januar 1916 in Diss; † 6. Juni 2018 in London) war eine britische Dichterin und die Ehefrau von Harold Wilson, der zweimal britischer Premierminister war. Sie war die erste Ehefrau eines britischen Premierministers, die hundert Jahre alt wurde: Sie wurde 102 Jahre und 145 Tage alt.

## Leben
Sie wurde in Diss, Norfolk, als Tochter von Reverend Daniel Baldwin, einem kongregationalistischen Geistlichen, geboren. Sie besuchte das Internat Milton Mount College, eine Schule für Pfarrerstöchter in der Nähe von Crawley, das sie im Alter von 16 Jahren verließ, um zwei Jahre lang eine Ausbildung zur Sekretärin zu absolvieren. Sie war als Stenografin bei Lever Brothers in Port Sunlight beschäftigt, bevor sie am Neujahrstag 1940 Harold Wilson heiratete. Sie und Wilson bekamen zwei Söhne, Robin (geboren 1943) und Giles (geboren 1948).
Im Jahr 1970 wurde ihr Gedichtband Selected Poems veröffentlicht, und 1976 war Wilson eine von drei Jurymitgliedern des Booker Prize; die anderen Jurymitglieder waren Walter Allen und Francis King. Mary war mit dem Leben in der Politik nicht zufrieden. Ihr Problem war, dass sie Harold, wie sie sich beklagte, „unter Vorspiegelung falscher Tatsachen“ geheiratet hatte. Sie hatte sich nicht als Ehefrau eines ehrgeizigen Politikers verpflichtet, sondern als Ehefrau des klugen Oxford-Gelehrten, den sie heiratete, eine Wahl, die ihr das ruhige, abgeschirmte akademische Leben ermöglicht hätte, das sie für sich und ihre Familie anstrebte. Es war diese Distanz, die der Private-Eye-Parodie „Mrs. Wilson's Diary“, dem angeblichen Tagebuch Wilsons, das im Stil der täglichen BBC-Radioserie Mrs. Dale's Diary geschrieben wurde, einen falschen Anschein von Authentizität verlieh.
Politisch stellte sie sich 1975 beim Referendum über die Mitgliedschaft in den Europäischen Gemeinschaften gegen ihren Mann, indem sie gegen eine weitere Mitgliedschaft stimmte, und unterstützte die Kampagne für nukleare Abrüstung.
Mary wurde am 24. Mai 1995 Witwe, als ihr Mann nach zehnjähriger Krankheit an Darmkrebs und Alzheimer starb. Sie waren 55 Jahre lang verheiratet. Sie wohnte weiterhin in Westminster, nicht weit von der Downing Street entfernt. Sie behielt das Ferienhaus des Paares auf den Scilly-Inseln.
Im Jahr 2013, im Alter von 97 Jahren, nahm sie eine Einladung zur Beerdigung von Margaret Thatcher an.

## Tod
Lady Wilson starb am 6. Juni 2018 im Alter von 102 Jahren im St. Thomas’ Hospital in London an einem Schlaganfall, nachdem sie ihren Ehemann um 23 Jahre überlebt hatte. Sie war die am längsten lebende Ehefrau eines britischen Premierministers und die erste, die das Alter von 100 Jahren überschritten hat. Eine private Trauerfeier mit anschließender Einäscherung fand auf dem britischen Festland statt, und ihre Asche wurde zusammen mit der ihres Mannes auf dem Old Town Churchyard in St. Mary’s, Isles of Scilly, beigesetzt.

## Veröffentlichungen
- Mary Baldwin Wilson: Selected Poems. Hutchinson, London 1970, ISBN 978-0-09-105010-8 (englisch).[10]
- Mary Baldwin Wilson: New Poems. Hutchinson, London 1979, ISBN 978-0-09-139460-8 (englisch).